# Такийа, Тарик
Тарик Такийа (араб. تقية  طارق‎; род. 12 декабря 1966, Алжир) — алжирский кинорежиссер и сценарист.

## Биография
Тарик Такийа родился в 1966 году в Алжире. Изучал философию и визуальные искусства на родине. В 1991 году работал фотографом в ежедневной алжирской газете «Alger-Républicain». В 1992 году вместе со своим братом Ясином снимает свой первый фильм — тринадцатиминутную короткометражку «Передвижение?» (Kech’ mouvement?). Центральный вопрос фильма — «Бежать, но куда?».
В 1993 году Такийа едет в Париж, где до 1995 года работает ассистентом известного фотографа-«пост-концептуалиста» Кржиштофа Прусковски.
Новая короткометражка «Пёс» (Le Chien) была снята в 1996 году, снова при участии брата, но уже в качестве продюсера. Сценарий для фильма был написан самим Такийа, совместно с Сержем Миланом и Лали Малуфи.
В 1998 году появляется новый короткометражный фильм «Временные железки» (Ferrailles d’attente), а в 2002 еще один — «Забор» (Haçla). Последний был представлен на Берлинском фестивале 2003 года, получил специальный приз на кинофестивале в Марракеше.
С 2003 года Такийа преподает историю современного искусства в Школе изящных искусств в Алжире.
Первый полнометражный фильм «Рим вместо тебя» (Roma wa la n’touma, 2006) был участником Венецианского кинофестиваля в программе «Горизонты».
Фильм «Внутри страны» (Gabbla) участвовал в конкурсной программе 65-го Венецианского фестиваля.

## Фильмография
- 1992 Передвижение? (к/м)
- 1996 Пёс (к/м)
- 1998 Временные железки (к/м)
- 2002 Забор (к/м)
- 2006 Рим вместо тебя / روما ولا انتما
- 2008 Внутри страны / قبلا